# Mount Griffiths
Mount Griffiths är ett berg i Antarktis. Det ligger i Östantarktis. Australien gör anspråk på området. Toppen på Mount Griffiths är 1 680 meter över havet.
Terrängen runt Mount Griffiths är platt åt sydost, men åt nordväst är den kuperad. Trakten är obefolkad. Det finns inga samhällen i närheten.